# Església de Sant Martí d'Oliván
L'església de Sant Martín d'Oliván és una església catòlica espanyola dedicada a Sant Martí de Tours. Es troba a la localitat d'Oliván, a 893 metres d'altura sobre el nivell del mar, al terme municipal de Biescas, a la comarca aragonesa de l'Alto Gállego.
L'església es va aixecar en estil romànic al voltant de l'any 1060, i és part del grup d'esglésies del Serrablo, i va ser reformada després, de manera que es va modificar el seu aspecte original. Originalment no tenia més que una única nau, encara que en la reforma feta al segle xvi es va agregar una nau lateral, en derruir-se el mur sud i afegir-se un arc de mig punt per comunicar les dues naus. La torre, de planta quadrada, es troba adossada a la seua façana septentrional. L'església va ser restaurada en 1977 per l'Associació Amics de Serrablo.